# Warren (Pennsylvanie)
Pour les articles homonymes, voir Warren.
La ville de Warren est le siège du comté de Warren, situé en Pennsylvanie, aux États-Unis.